# Grind (film)
Grind är en amerikansk film från 2003, regisserad av Casey La Scala.

## Handling
Fyra skateboardintresserade pojkar tänker tillbringa en sista sommar tillsammans med att ta sig upp bland eliten bland skateboardåkarna.

## Rollista (i urval)
- Mike Vogel - Eric
- Vince Vieluf - Matt
- Joey Kern - Sweet Lou
- Adam Brody - Dustin Knight
- Ryan Sheckler - Ryan Sheckler
- Bam Margera - Bam